# Тромбуду-Сентрал
Тромбуду-Сентрал (порт. Trombudo Central) — муниципалитет в Бразилии, входит в штат Санта-Катарина. Составная часть мезорегиона Вали-ду-Итажаи. Входит в экономико-статистический  микрорегион Риу-ду-Сул. Население составляет 5 738 человек на 2006 год. Занимает площадь 109,648 км². Плотность населения — 55,8 чел./км².

## История
Город основан 22 июля 1959 года. 

## Статистика
- Валовой внутренний продукт на 2003 составляет 97 618 200,00 реалов (данные: Бразильский институт географии и статистики).
- Валовой внутренний продукт на душу населения на 2003 составляет 16 935,84 реалов (данные: Бразильский институт географии и статистики).
- Индекс развития человеческого потенциала на 2000 составляет 0,818 (данные: Программа развития ООН).

## География
Климат местности: мезотермический гумидный.